# Karahafu

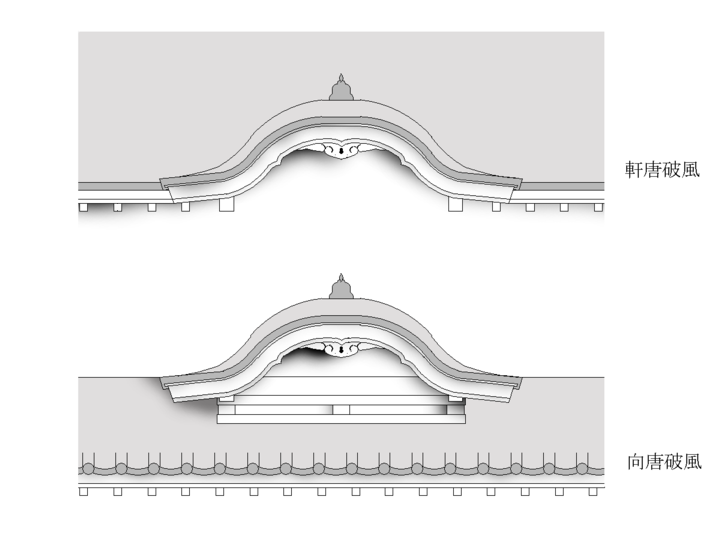
Dibujos de un karahafu

El karahafu (kara-hafu) (唐破風karahafu (kara-hafu)?) es un tipo de hastial con un estilo peculiar propio de Japón. Su forma característica es una curva ondulada en la parte superior. Es un elemento común en la arquitectura tradicional, incluidos los castillos japoneses, los templos budistas y los santuarios sintoístas. Suelen recubrirse con baldosas o con cortezas de árbol. El borde inferior del hastial puede estar enrasado con la pared de abajo o puede ser el arranque de un faldón del tejado.

## Historia
Aunque kara (唐) puede traducirse como "China" o como "dinastía Tang", este tipo de techo con tapacanes ondulados es una invención de los carpinteros japoneses de finales del período Heian. Su nombre tiene su origen en que la palabra kara también puede significar "noble" o "elegante", y a menudo se agregaba a los nombres de objetos considerados grandes o intrincados, independientemente de su origen. El karahafu se desarrolló durante el período Heian, y su construcción aparece representada en los emaki (rollos de imágenes) utilizados para decorar puertas y pasillos, así como los palanquines. La primera representación conocida de un karahafu aparece en un santuario en miniatura (zushi) en el santuario de Shōryoin en Hōryū-ji, en Nara.
El karahafu y su estilo de construcción (karahafu-zukuri) se hicieron cada vez más populares durante los períodos Muromachi y Kamakura, cuando Japón fue testigo de una nueva ola de influencias del continente asiático. Durante el período Kamakura, el budismo zen se extendió a Japón y el nuevo estilo se empleó en muchos de sus templos.
Inicialmente se usaba únicamente en templos y puertas de entrada aristocráticas, pero a partir del comienzo del período Azuchi-Momoyama, se convirtió en un elemento arquitectónico importante en la construcción de las mansiones y los castillos de los daimios. La puerta con techo karahafu estaba reservada para el shōgun durante sus visitas, o para la recepción del emperador en los establecimientos del shogunato. Su asociación con estas convenciones sociales les atribuía un significado especial.
Las puertas con un techo karahafu, denominadas karamon (mon significa "puerta"), se convirtieron en un medio para anunciar el prestigio de un edificio, convertidas en un símbolo dentro de la arquitectura religiosa y secular. Durante el shogunato Tokugawa, las puertas karamon eran un poderoso símbolo de autoridad reflejado en la arquitectura.

## Imágenes

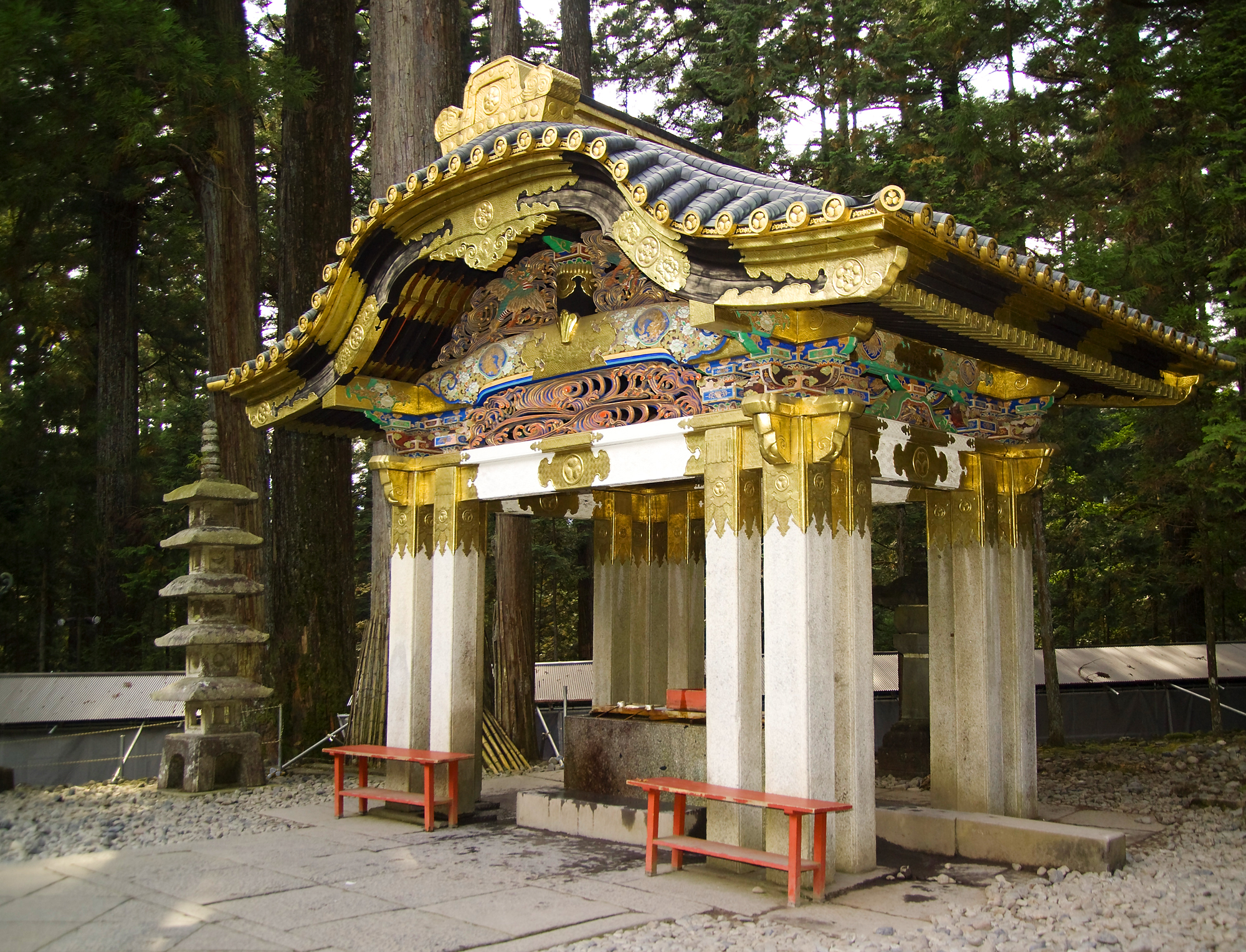
Karahafu en un pabellón Chōzuya en Nikkō Tōshō-gū
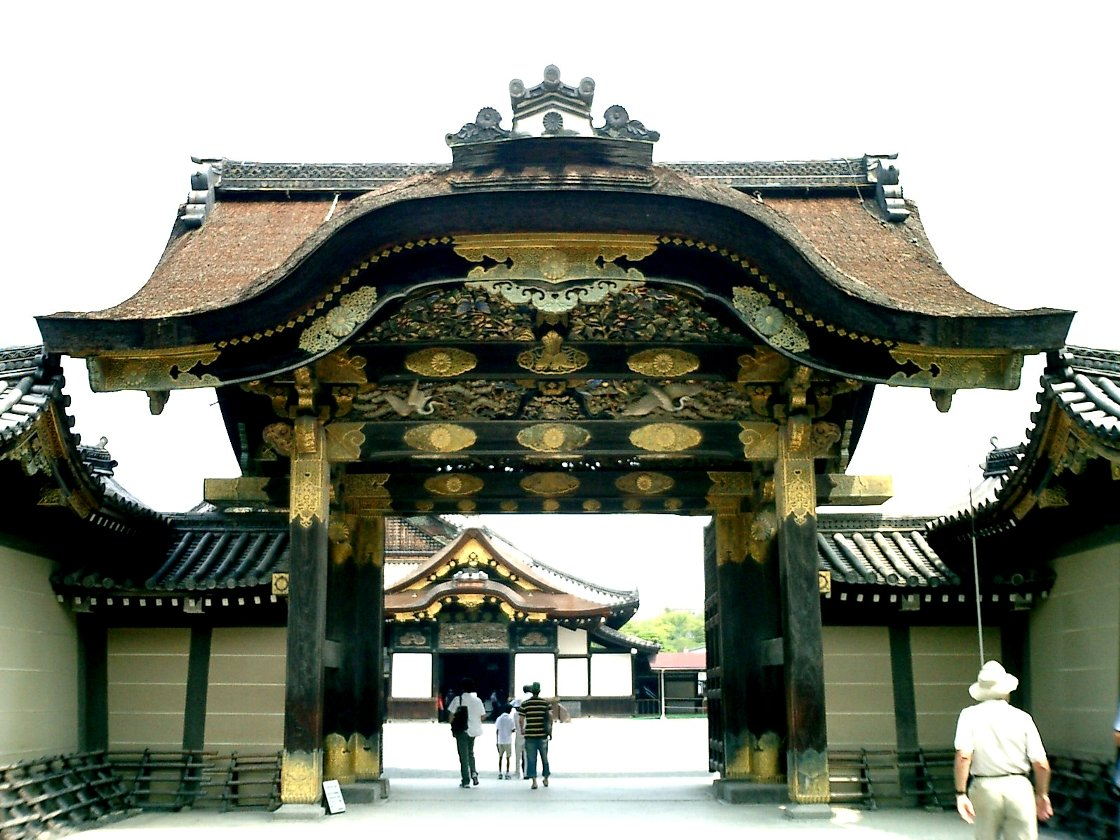
Puerta karamon en el Castillo de Nijō
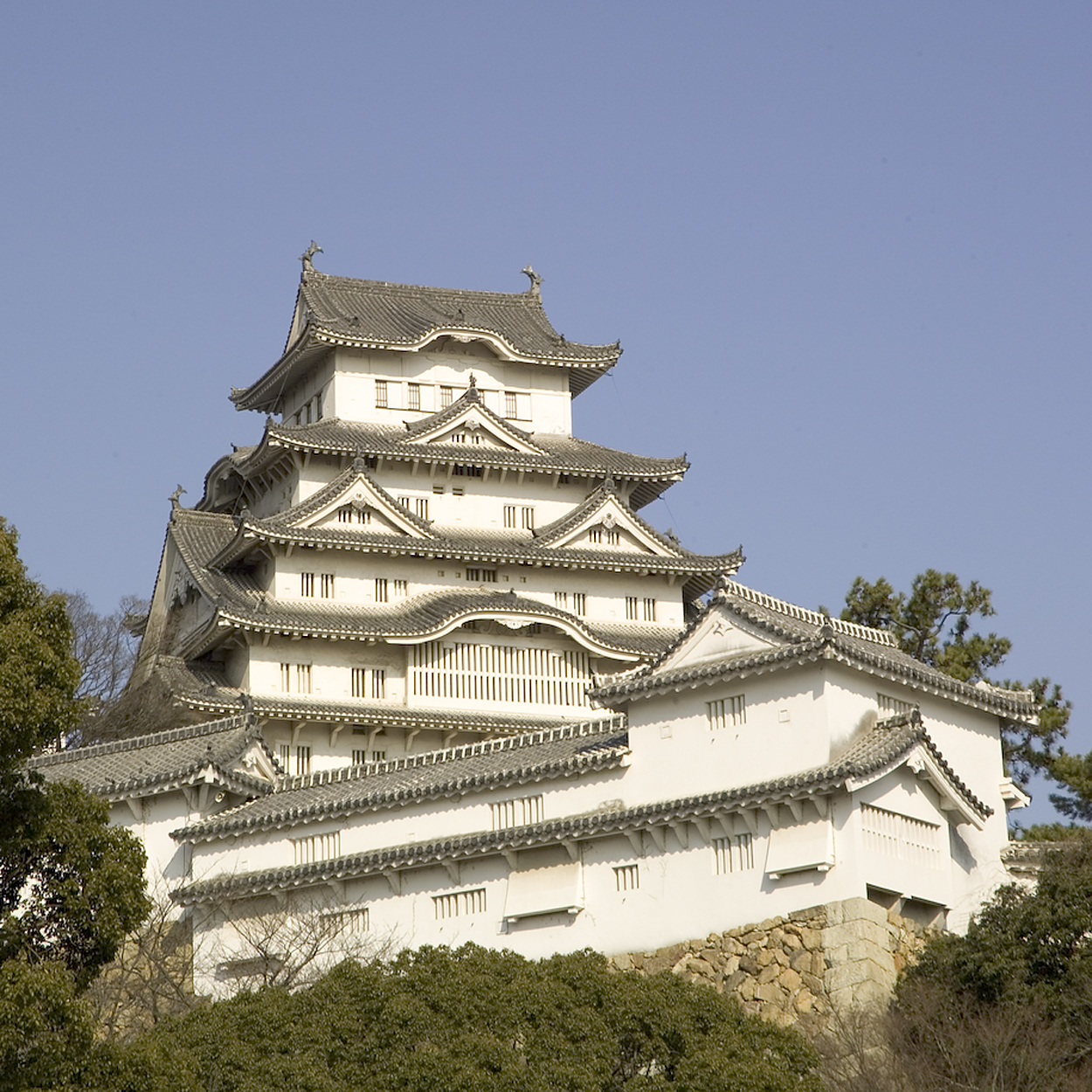
Tres hastiales karahafu en el Castillo de Himeji
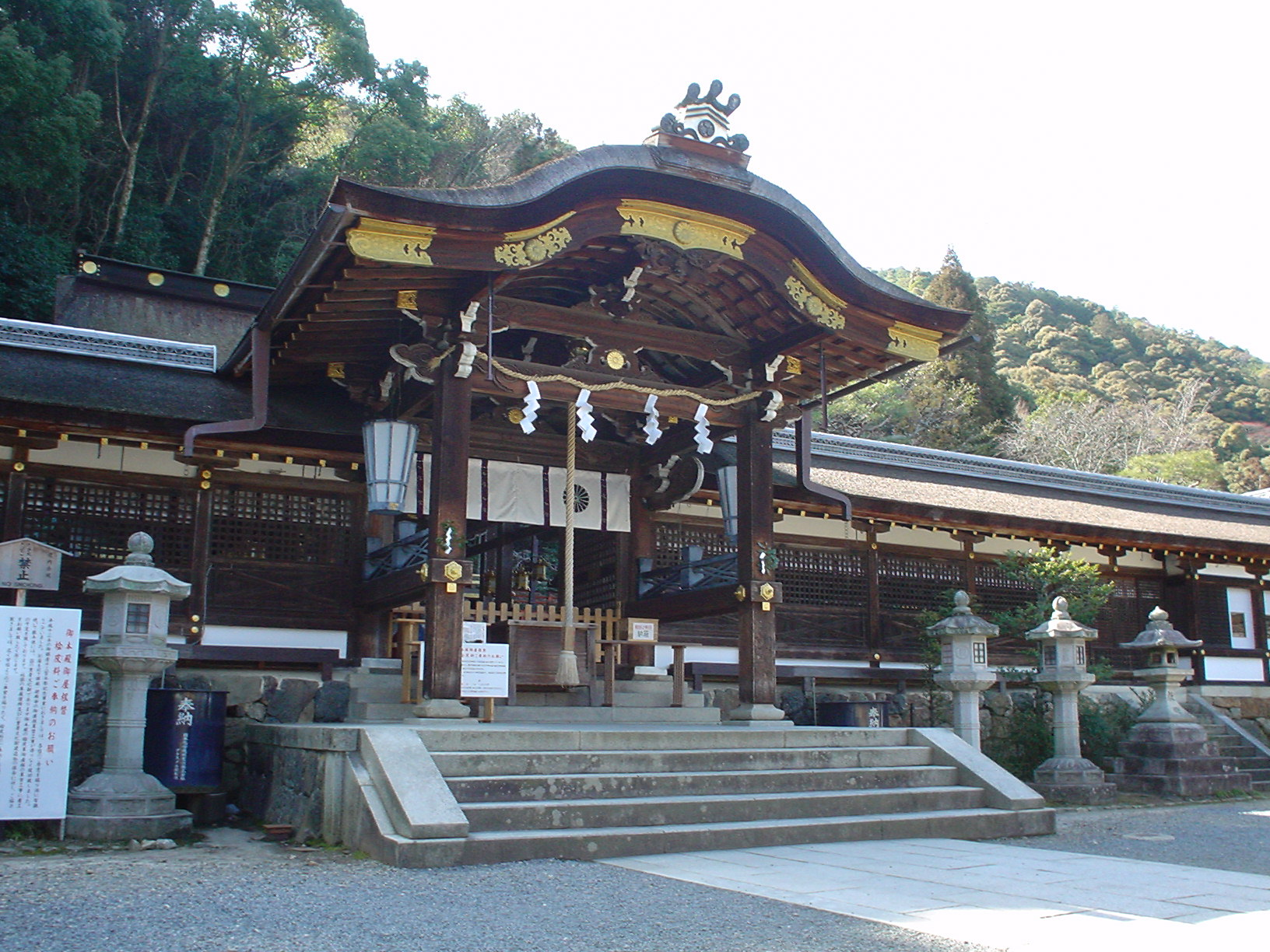
Matsunoo Taisha
Castillo de Shuri en Okinawa
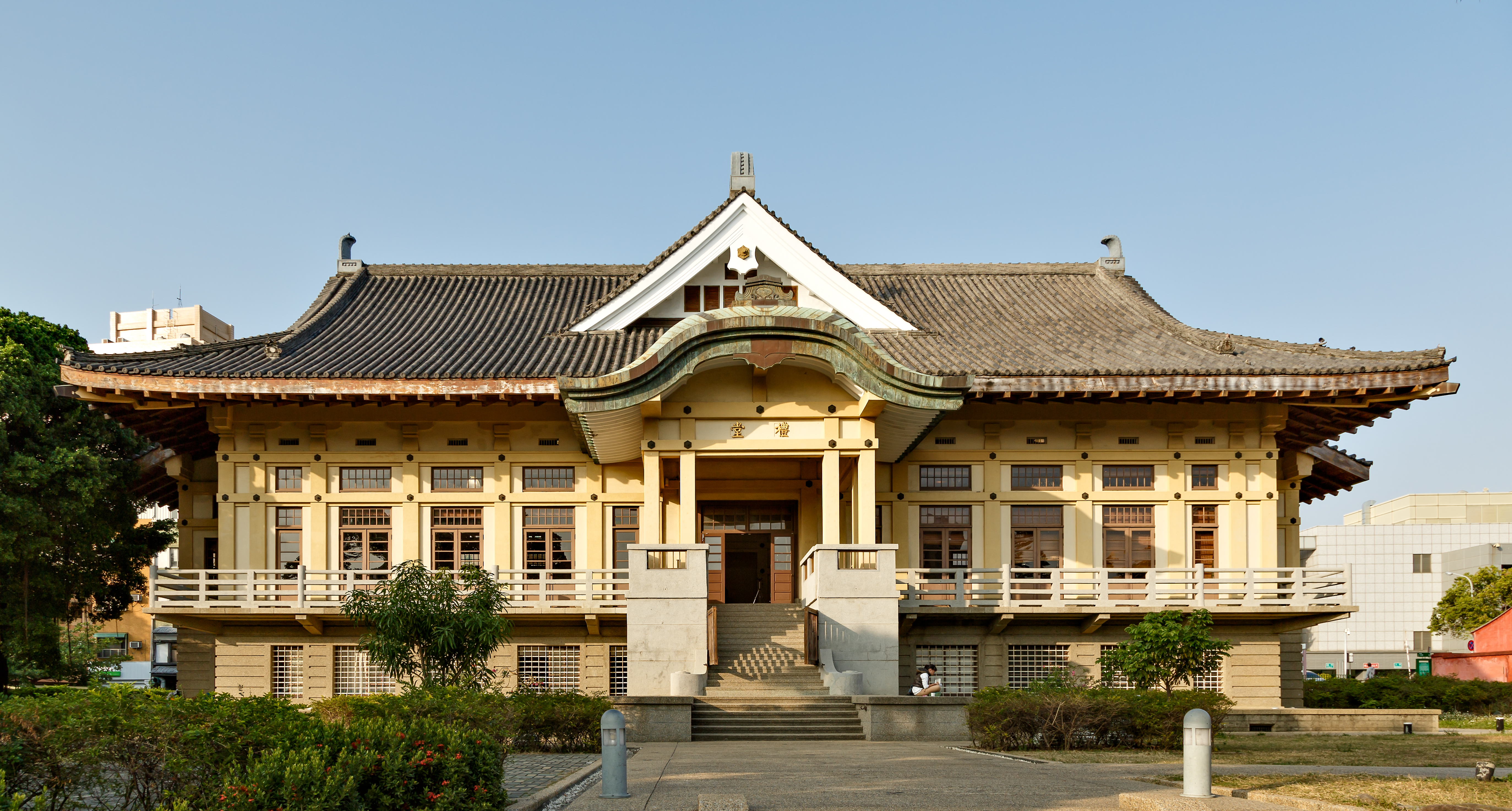
Tainan Butokuden en Taiwán
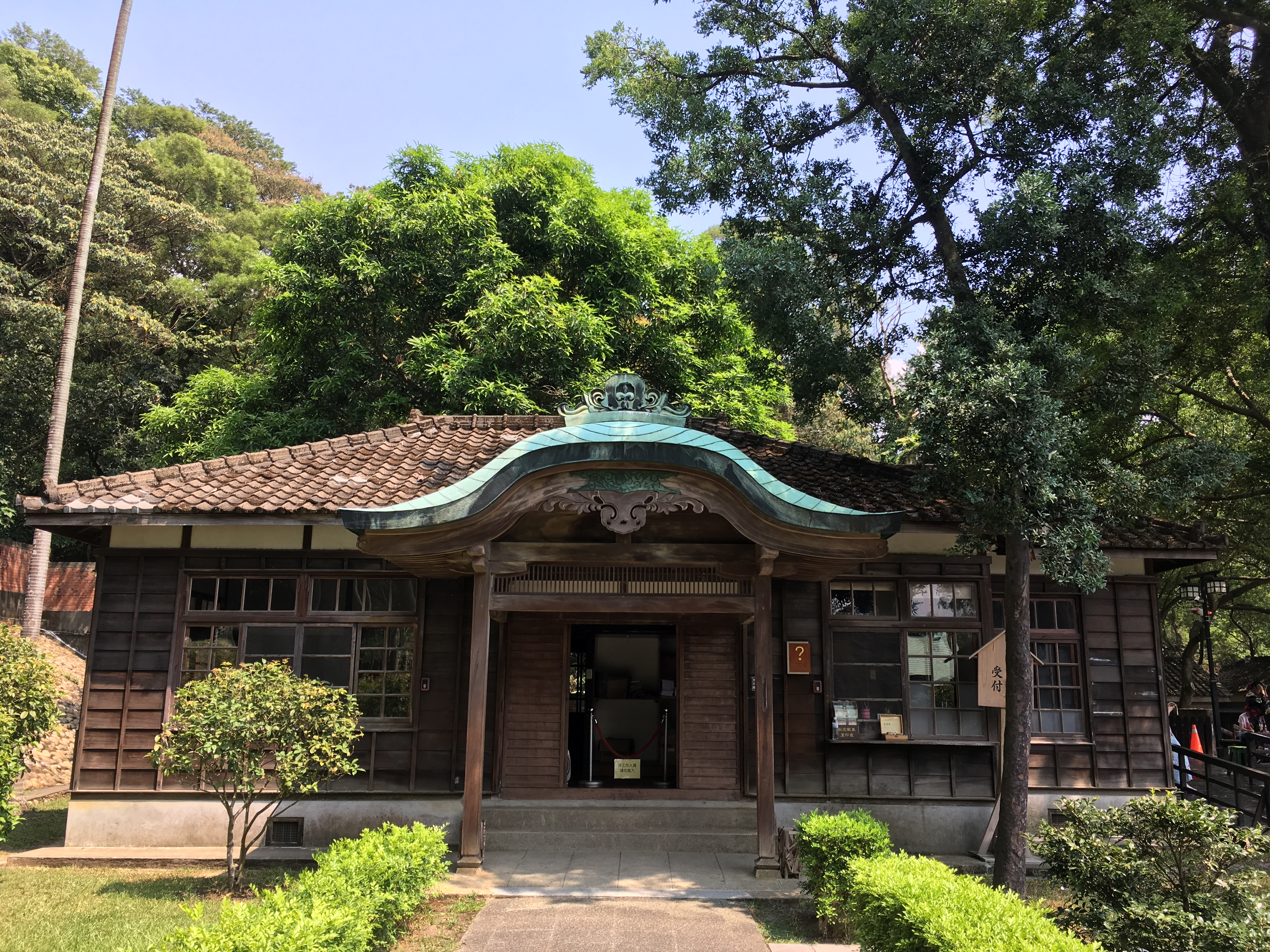
Santuario sintoista en Taoyuan (Taiwán)
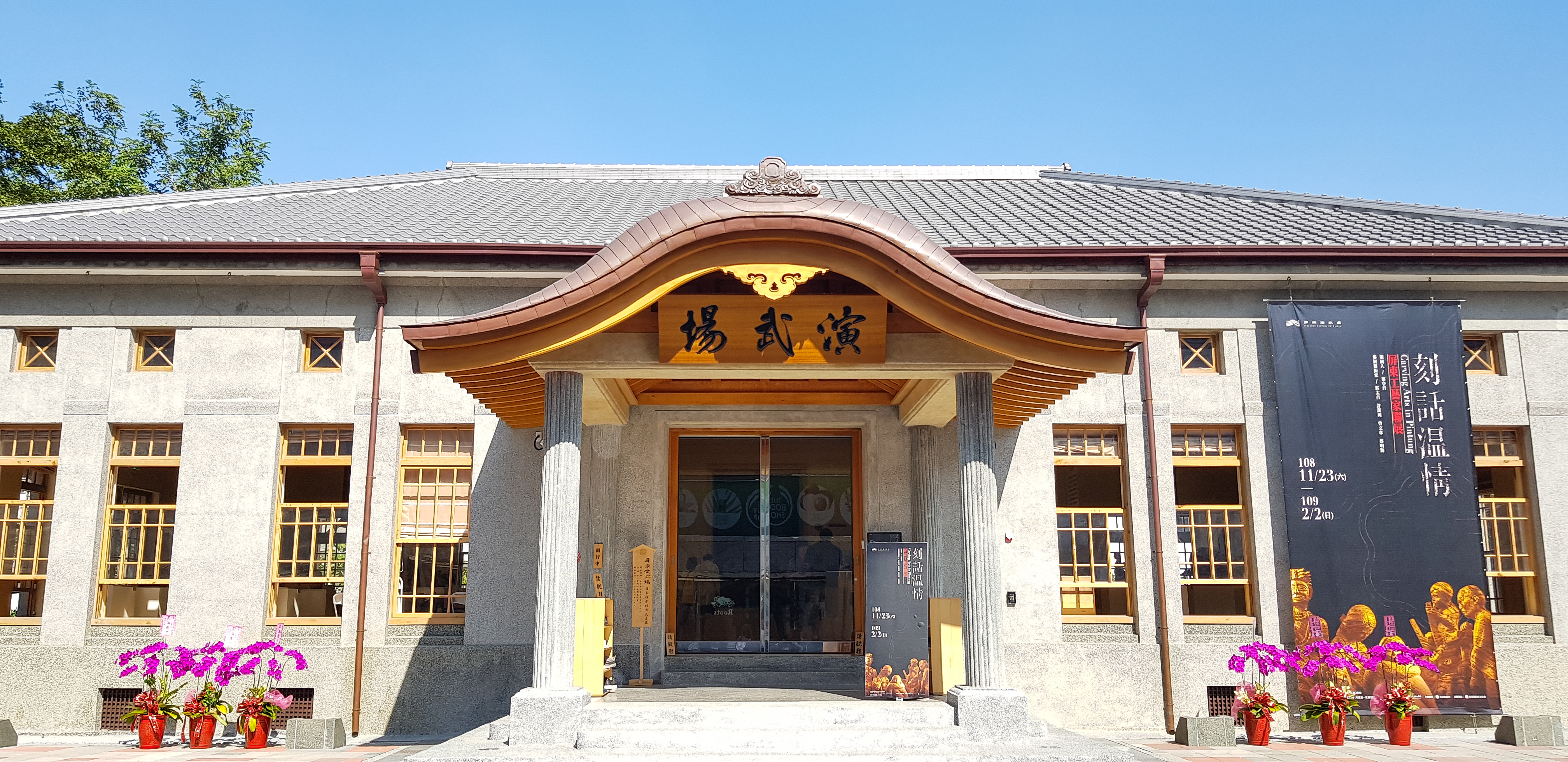
Butokuden en Pingtung, Taiwán
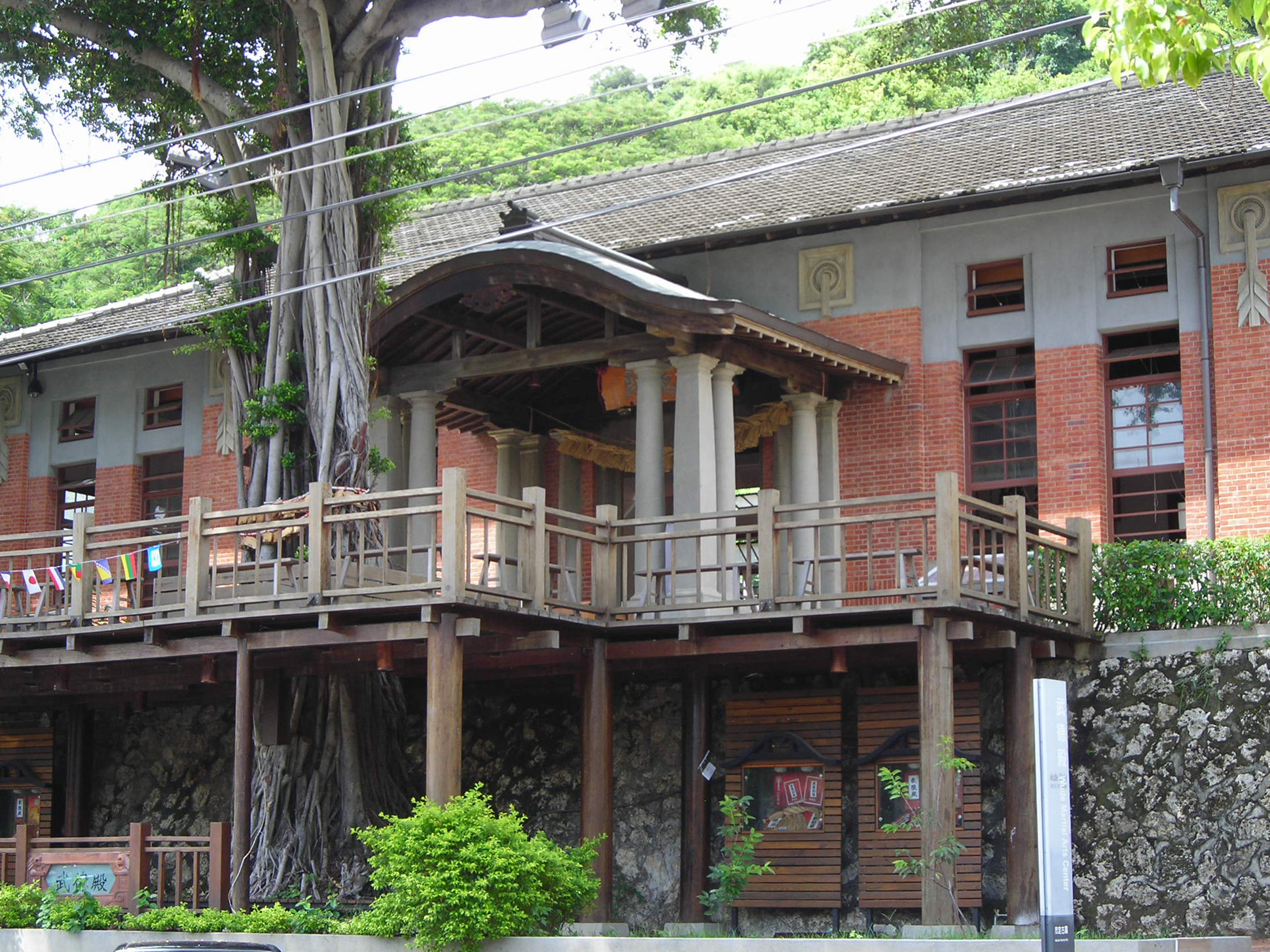
Butokuden en Kaoshiung, Taiwán
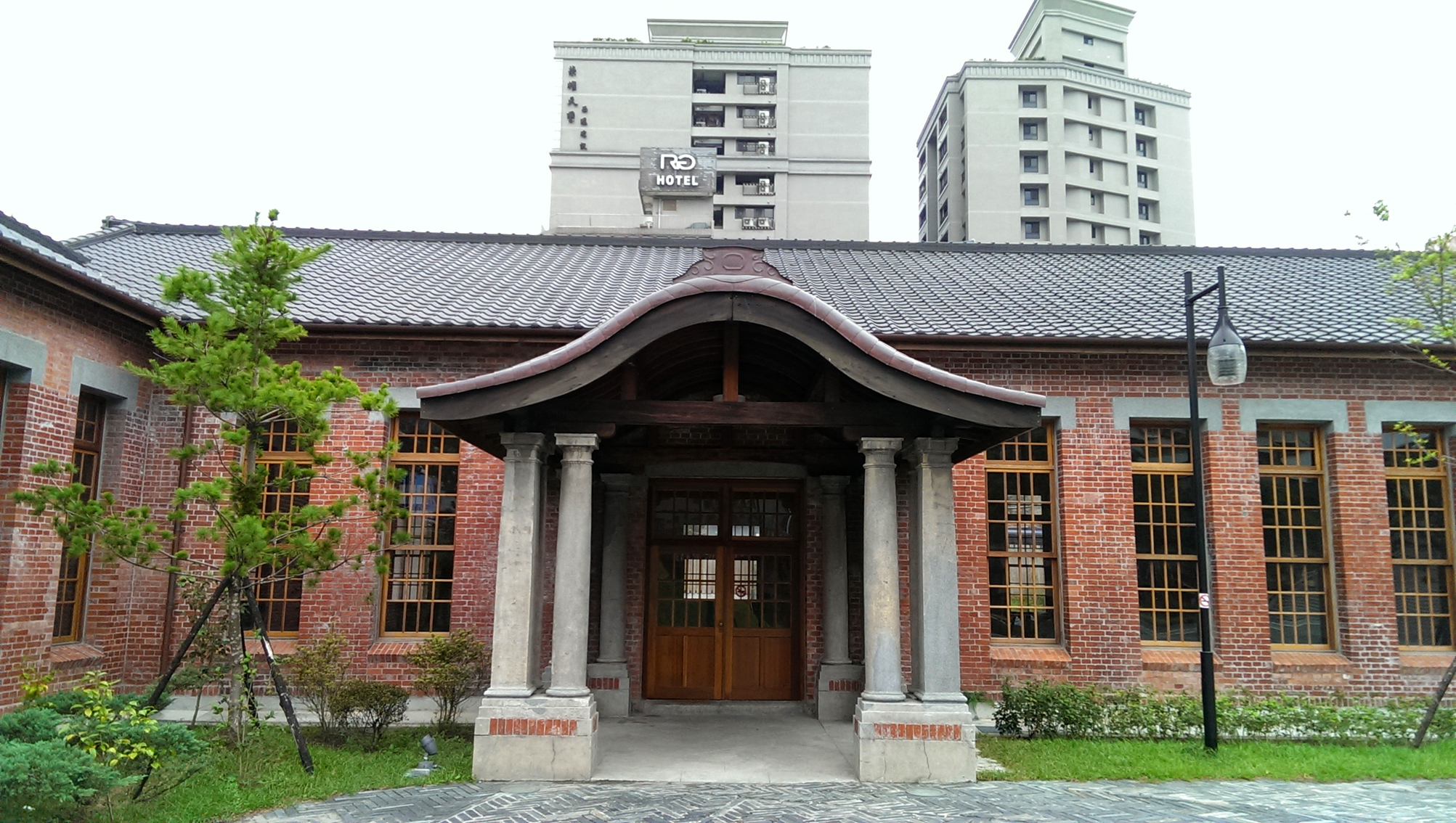
Karahafuon, oficina administrativa de Nishi Hongan-ji en Taipei, (Taiwán)